# 中国社会保险学会
中国社会保险学会（China Social Insurance Association，缩写为CSIA）是中華人民共和國一家專門研究中国社会保险的社会团体法人以及非营利性社团组织，成立于2002年6月6日。中国社会保险学会的业务主管单位是中华人民共和国人力资源和社会保障部。2003年5月，中国社会保险学会成为国际社会保障协会（ISSA）联系会员。